# Adel Lami
Adel Lami (Al Magwa, Kuwait, 13 de noviembre de 1985) es un exfutbolista de Catar nacido en Kuwait que jugaba en la posición de centrocampista.

## Carrera

### Club
| Periodo   | Club                      |
| --------- | ------------------------- |
| 2001–2009 | Al-Rayyan SC              |
| 2009-2011 | Umm-Salal SC              |
| 2011–2014 | Lekhwiya SC               |
| 2014–2015 | Al-Gharafa SC             |
| 2014      | → Al-Kharitiyath (cedido) |
| 2015–2016 | Al-Arabi Doha             |
| 2016–2017 | Muaither SC               |

### Selección nacional
Jugó para Catar en 25 ocasiones de 2005 a 2013 y anotó cinco goles; ganó la medalla de oro en los Juegos Asiáticos de 2006 y participó en la Copa Asiática 2007.

## Logros

### Club
- Liga de fútbol de Catar (2): 2011-12, 2013-14
- Copa de Catar (2): 2001, 2013
- Copa del Emir de Catar (2): 2003-04, 2005-06

### Selección nacional
- Juegos Asiáticos (1): 2006